# Saint-André-de-Boëge
Saint-André-de-Boëge is een gemeente in het Franse departement Haute-Savoie (regio Auvergne-Rhône-Alpes) en telt 563 inwoners (2005). De plaats maakt deel uit van het arrondissement Thonon-les-Bains.

## Geografie
De oppervlakte van Saint-André-de-Boëge bedraagt 12,7 km², de bevolkingsdichtheid is 44,3 inwoners per km².
De onderstaande kaart toont de ligging van Saint-André-de-Boëge met de belangrijkste infrastructuur en aangrenzende gemeenten.

## Demografie
Onderstaande figuur toont het verloop van het inwonertal (bron: INSEE-tellingen).